# Ruská Poruba
Ruská Poruba (in ungherese Oroszvágás, in tedesco Zenkerhau, in ruteno Poruba) è un comune della Slovacchia facente parte del distretto di Humenné, nella regione di Prešov.
Fu citata per la prima volta nei documenti storici nel 1454 (con il nome di Poruba), quando all'epoca qui la giustizia veniva amministrata secondo il diritto germanico. Fu feudo della Signoria di Stropkov, dopodiché passò ai conti Pethõ e poi agli Horváth.